# ブッカー・リトル4&マックス・ローチ
『ブッカー・リトル4&マックス・ローチ』（Booker Little 4 & Max Roach）は、アメリカ合衆国のジャズ・トランペット奏者、ブッカー・リトルが1958年に録音・1959年に発表したスタジオ・アルバム。自身初のリーダー・アルバムに当たる。

## 解説
リトルがマックス・ローチ・クインテットの一員だった頃の録音で、本作の参加メンバーのうちトミー・フラナガンを除く4人は、いずれも当時ローチのクインテットで活動していた。なお、ローチはリトルが1961年3月から4月にかけて録音したリーダー・アルバム『アウト・フロント』でもドラムスを担当している。「マイルストーンズ」は、マイルス・デイヴィスが1947年にチャーリー・パーカーのグループで録音した曲のカヴァーで、デイヴィスが1958年に録音した曲とは同名異曲である。
スコット・ヤナウはオールミュージックにおいて5点満点中4.5点を付け「この先進的なハード・バップのセットは、是非ともお薦めである」と評している。

## リイシュー
1991年にブルーノート・レコードから発売されたアメリカ盤CD (CDP 7 84457 2)には、本作とは別のセッションで録音された2曲がボーナス・トラックとして追加され、これらの曲は、1959年4月15日にオルムステッド・サウンド・スタジオで行われた「Young Men from Memphis」名義の録音とされている。一方、日本では2011年に初CD化され、2011年再発CD (TOCJ-50127)、2021年再発CD (UCCU-8253)ともに、オリジナルLPに準じた内容となっている。

## 収録曲
特記なき楽曲はブッカー・リトル作。
1. マイルストーンズ - "Milestones" (Miles Davis) - 5:36
2. スイート・アンド・ラヴリー - "Sweet and Lovely" (Gus Arnheim, Jules LeMare, Harry Tobias) - 4:15
3. ラウンダーズ・ムード - "Rounder's Mood" - 5:22
4. ダンジョン・ワルツ - "Dungeon Waltz" - 4:30
5. ジュエルズ・テンポ - "Jewel's Tempo" - 6:37
6. ムーンライト・ビカムズ・ユー - "Moonlight Becomes You" (Johnny Burke, Jimmy Van Heusen) - 5:40

### 1991年再発CDボーナス・トラック
1. "Things Ain't What They Used to Be" (Mercer Ellington) - 10:40
2. "Blue 'n' Boogie" (Dizzy Gillespie, Frank Paparelli) - 8:09

## 参加ミュージシャン
- ブッカー・リトル - トランペット
- ジョージ・コールマン - テナー・サクソフォーン
- トミー・フラナガン - ピアノ
- アート・デイヴィス - ベース
- マックス・ローチ - ドラムス

1991年盤ボーナス・トラック
- ブッカー・リトル - トランペット
- フランク・ストロージャー - アルト・サクソフォーン
- ジョージ・コールマン - テナー・サクソフォーン
- カルヴィン・ニューボーン - ギター
- フィニアス・ニューボーン - ピアノ
- ジョージ・ジョイナー - ベース
- チャールズ・クロスビー - ドラムス